# 阿克卡爾然卡河
阿克卡爾然卡河（烏克蘭語：Аккаржанка），是烏克蘭的河流，位於該國西南部敖德薩州，發源自別列贊附近，最終注入黑海，河道全長39公里，流域面積160平方公里。